# The 7th Guest
The 7th Guest (« Le septième invité ») est un jeu vidéo d'aventure développé par Trilobyte. Il a été édité en 1993 pour les plateformes Microsoft Windows, Mac OS et CD-I ; il est disponible depuis 2011 sur iOS.
Il se joue en vue à la première personne, le joueur évoluant dans des décors fixes en 3D précalculée, dans lesquels viennent s'incruster des séquences en vidéo numérique.
Le jeu a connu une suite : The 11th Hour.

## Synopsis
Le jeu se déroule dans le manoir inhabité du fabricant de jouets Henry Stauf, personnage étrange disparu depuis longtemps. Cette demeure est abandonnée depuis que des enfants y ont affronté la mort et que six invités s'y sont rendus pour ne plus jamais en revenir.
Au hasard des incursions du joueur d'une pièce à l'autre, des scènes de cette nuit d'horreur ressurgissent et se mêlent à la réalité. Il devait y avoir un septième invité, auquel Henry Stauf a tendu un piège diabolique.
Le joueur doit résoudre une série d'énigmes pour mettre fin à ce cauchemar en découvrant le secret du septième invité.

## Système de jeu
Le système de menu est original : un oracle appelé « Sphinx » regroupe les fonctions « Charger », « Sauvegarder » et « Quitter » ; la saisie de données se fait par l'intermédiaire d'une interface imitant un ouija. Le jeu ne dispose pas d'option de réglage des niveaux sonores, qui ne peuvent donc être modifiés qu'en changeant les paramètres du système d'exploitation. Par exemple, si les dialogues sont masqués par la bande originale, le volume de la musique ne peut être baissé qu'en modifiant le volume de la sortie MIDI de l'OS.
Le joueur est une entité mystérieuse, connue seulement sous le nom d'Ego. Son rôle, son identité et sa raison d'être ne sont pas expliqués, mais semblent faire partie intégrante de l'environnement du manoir Stauf. Les déplacements et les interactions avec les éléments du jeu se font en cliquant sur l'écran de jeu avec la souris ; le curseur, en forme de main squelettique, s'anime et change d'aspect en fonction des événements que le joueur peut déclencher : mouvement, lancement de scène vidéo, résolution d'une énigme.
Le livre posé sur la table basse de la bibliothèque peut fournir des indices sur les énigmes non résolues ; mais il y aura un prix à payer...
Une fois la première partie terminée, le joueur peut recommencer toutes les énigmes dans l'ordre de son choix.

## Développement

### Technique
À sa sortie, The 7th Guest est l'un des premiers jeux PC exploitant vraiment les possibilités de stockage du CD-ROM ; il est considéré, dans la presse vidéoludique de l'époque, comme le premier titre justifiant réellement l'acquisition de ce type de support. La taille du jeu, qui occupe intégralement un CD-ROM et une petite portion d'un second disque, s'explique par les faibles performances des ordinateurs de l'époque, incapables de gérer la décompression en temps réel de séquences vidéo.
À sa sortie, The 7th Guest nécessite un processeur relativement puissant, de type 80386 ou supérieur sur PC, 68030 ou supérieur sur Mac, épaulé par 4 Mo de mémoire vive et une carte vidéo Super VGA capable d'afficher 256 couleurs avec une résolution de 640 par 480 pixels. Il faut en outre disposer d'un lecteur de CD-ROM double vitesse, capable de transférer 300 Ko de données par seconde pour compenser l'absence de compression-décompression en temps réel des scènes en 3D ou en vidéo numérique — technique aujourd'hui utilisée par tous les jeux basés sur un moteur 3D récent et rendue possible par l'apparition de cartes vidéo spécialisées dans le traitement de ce genre de tâches.
La version CD-I, de qualité supérieure aux versions Microsoft Windows et Mac OS, requiert la cartouche optionnelle Full Motion Video permettant la décompression MPEG-1 à la volée.
En 2011, Trilobytes Games publie une version pour iPad basée sur la version CDI ; la qualité des vidéos est donc supérieure à celle des versions PC et Mac Os.
En octobre 2013, le jeu est publié sur la plateforme Steam, en versions Windows, Mac OS X et Ubuntu Linux.

### Équipe
- Chef de projet : Joe McDermott
- Scénariste : Matthew Costello
- Producteurs : Robb Alvey, Rob Landeros
- Producteur exécutif : Graeme Devine
- Compositeur : George Sanger
- Directeur de la photographie : David Govett
- Direction artistique : David Bishop, Robert Stein III

## Produits dérivés
Il existe une édition limitée du jeu, présentée dans un coffret cartonné représentant un gros livre. Cette version inclut le making of du jeu sur cassette VHS
Craig Shaw Gardner et Matthew J. Costello ont repris le scénario du jeu pour écrire un roman, publié en français par Fleuve Noir en 1996 dans la collection « Virtuel Space » sous le nom Le Septième invité.

## Bande originale
La bande originale du jeu est l'œuvre de George Sanger et se compose des pistes suivantes :
1. Chapel Pain
2. The Game
3. Dolls of Doom
4. Coffin Game
5. Ghost of Didley
6. Misc. Scary
7. Bedspread
8. All the Guests
9. Downstairs Puzzles
10. Doorbell
11. Piano Fight
12. We're the Ghosts
13. Short Intro
14. Foyer Entrances
15. Skeletons in my Closet

## Doublage

### Version originale
- Robert Hirschboeck : Henry Stauf
- Douglas Knapp : Tad
- Michel Pocaro : Brian Dutton
- Larry Roher : Edward Knox
- Jolene Patrick : Elinor Knox
- Debra Ritz Mason : Martine Burden
- Julia Tucker : Julia Heine
- Ted Lawson : Hamilton Temple

### Version française
- Henry Stauf : Jean-Claude Donda
- Tad : Martine Régnier
- Brian Dutton : Bernard Allouf
- Edward Knox : Benoît Allemane
- Elinor Knox : Jane Val
- Martine Burden : Julie Bataille
- Julia Heine : Collette Venhard
- Hamilton Temple : Michel Tugot-Doris
- Ego : Michel Papineschi

## Postérité
Le jeu connaît une suite deux ans plus tard, The 11th Hour. Un projet pour un troisième épisode est lancé en 2013 mais échoue à être financé.
Le jeu ressort en 2010 sur iOS. The 7th Guest: Infection, un standalone basé sur l'énigme du microscope du jeu original sort sur cette même plate-forme en 2011. Il reçoit la note de 7/10 sur Pocket Gamer
Un troisième volet basée sur la licence officielle, développé par Attic production et intitulé The 13th Doll: A Fan Game of the 7th Guest, sort le 31 octobre 2019 et se base sur des éléments du premier jeu pour continuer l'intrigue autour du garçon Tad, désormais interné dans un asile et soigné par un psychiatre, le Dr Richmond. Tous deux devront retourner au manoir de Stauf pour le vaincre une bonne fois pour toutes.